# Robsonius sorsogonensis
Robsonius sorsogonensis (лат.) — вид воробьиных птиц из семейства сверчковых. Видовое название присвоено в честь филиппинской провинции Сорсогон в Бикольском регионе, где вид был впервые обнаружен. Подвидов не выделяют.

## Распространение
Эндемики филиппинского острова Лусон и близлежащего Катандуанеса.

## Описание
Длина тела 20-22 см; вес 57-65 г. У взрослых особей лоб серовато-оливковый, на макушке переходящий в оливковый, все со слабо выраженными темными чешуйками; верхняя часть спинки оливковая, нижняя часть коричневая, круп более светлый, хвост темно-коричневый; верхние кроющие крыла черные, остальные кроющие крыла серовато-оливково-коричневые, узкий надбровный штрих белый, щеки и кроющие ушей серые, либо белые с мелкими прожилками, грудка по бокам и от середины к нижней части серая, брюшко белое, подхвостья темно-красно-коричневые. Цвет радужных оболочек коричневый; клюв черновато-коричневый, ноги светло-коричневые. Отличаются от близкого вида Robsonius rabori тем, что корона у них гораздо менее «ржавая», голова сероватая с белыми пятнами по бокам, подбородок к верхней части груди белый, имеется серый нагрудник, переходящий в белое брюшко, а чешуйки сверху гораздо менее темные.
Самцы и самки выглядят одинаково.

## Биология
Желудок одной особи содержал насекомых. Считается, что они потребляют в пищу многих беспозвоночных. Ищут корм на земле, медленно ходя или прыгая по лесной подстилке.
Гнездо представляет из себя крупный шар с большим входом сбоку. В кладке 2 яйца, птенцов кормят оба родителя.